# متحف سفير للآلات المكتبية
متحف سفير للآلات المكتبية هو متحف خاص في طهران، في إيران. تأسس في عام 2008. ويحتوي على مجموعة من الأجهزة المكتبية.

## المجموعة
إن المجموعة تحتوي على أكثر من 80 جهازًا مثل الآلات الكاتبة، وكاتبي الشيكات، ومبراة الأقلام، وآلات النسخ [الإنجليزية]، والآلات الحاسبة، وأجهزة تسجيل النقد، ومعدات التلغراف (الإبراق) ، والهواتف، وما إلى ذلك.

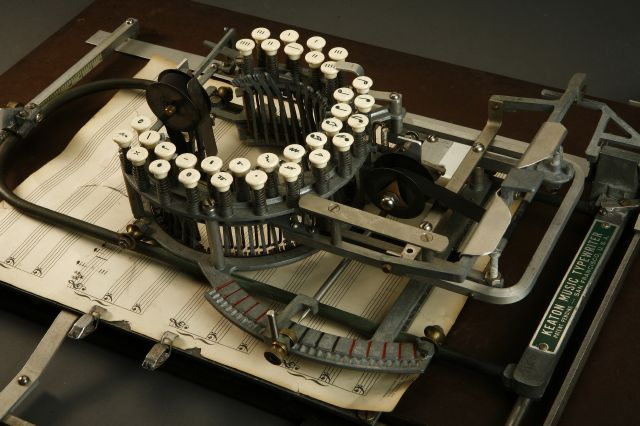
آلة كاتبة كيتون ميوزيك ، 1953، الولايات المتحدة الأمريكية
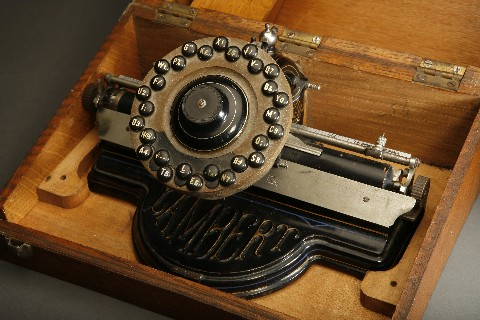
آلة كاتبة لامبرت ، 1900 الولايات المتحدة الأمريكية
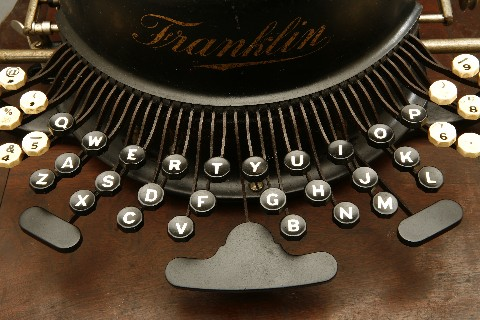
آلة كاتبة فرانكلين 7 ، 1897، الولايات المتحدة الأمريكية
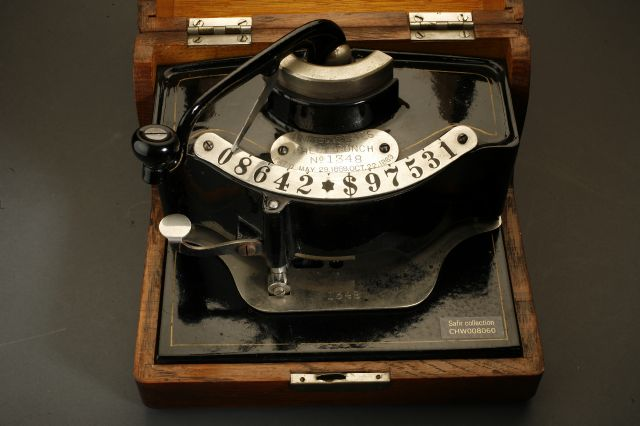
آلة ثقب الشيكات الأمريكية ، 1888 الولايات المتحدة الأمريكية
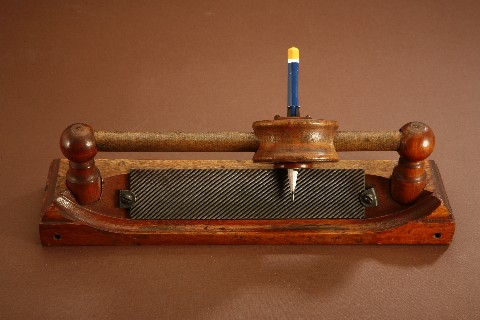
مبراة أقلام الرصاص Perfect Pencil Pointer، 1890 الولايات المتحدة الأمريكية
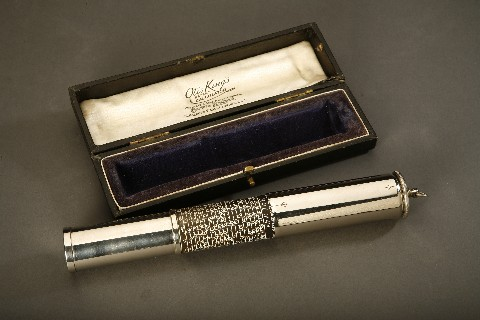
حاسبة أوتيس كينج ، 1921 إنجلترا
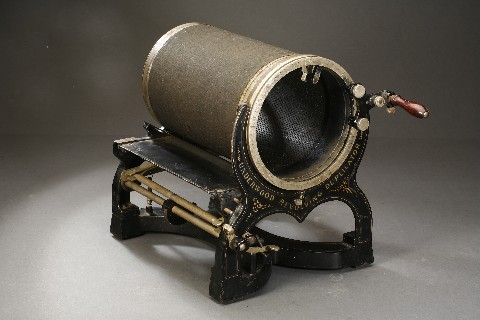
ناسخ أندروود ، 1908، الولايات المتحدة الأمريكية
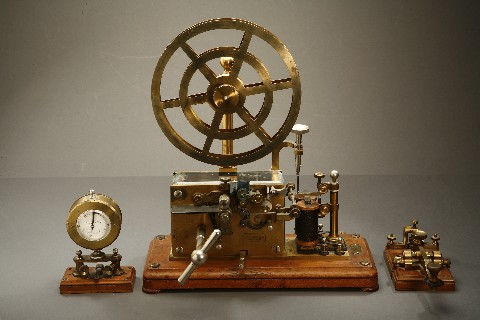
LM ERICSSON تلغراف، 1908 السويد
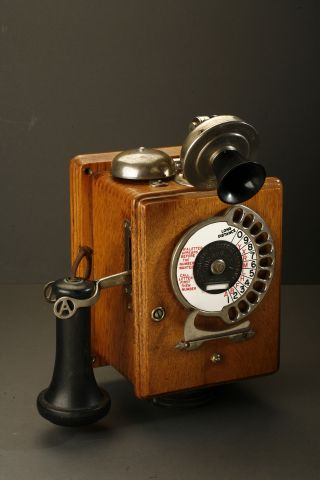
الهاتف الكهربائي الأوتوماتيكي (أوائل القرن العشرين) الولايات المتحدة الأمريكية
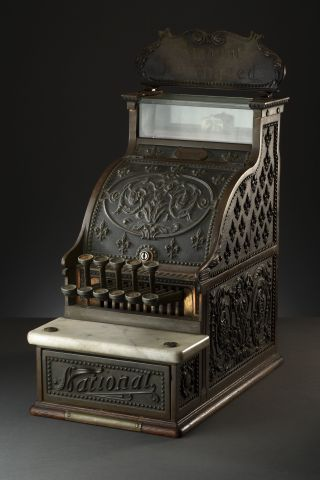
ماكينة تسجيل المدفوعات النقدية NCR ، 1911 الولايات المتحدة الأمريكية
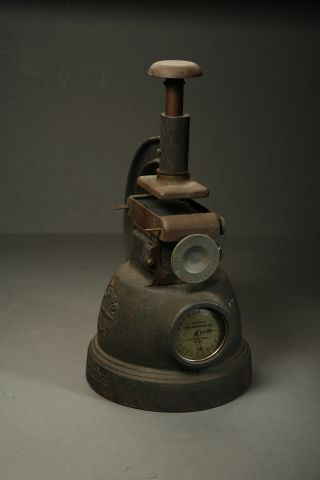
مسجل بسيط، 1928، الولايات المتحدة الأمريكية
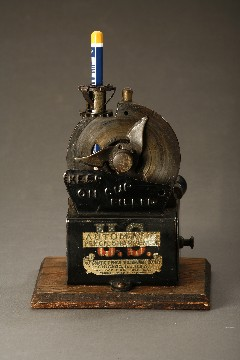
مبراة أقلام رصاص أوتوماتيكية أمريكية ، 1906 الولايات المتحدة الأمريكية

## طالع أيضًا
- متحف طهران للفن المعاصر
- منظمة التراث الثقافي الإيراني

## روابط خارجية
- متحف سفير للآلات المكتبية ( بالفارسية )